# Ґорка Елустондо
Ґорка Елустондо Уркола (ісп. Gorka Elustondo Urkola, нар. 18 березня 1987, Беасайн, Іспанія) — іспанський футболіст, захисник команди «Атлетік Більбао».

## Титули і досягнення
- Володар Суперкубка Іспанії: 2015
- Чемпіон Європи (U-19): 2006